# Mirosala
Mirosala (albanska: Mirosala, serbiska: Mirosavlje) är en by i Kosovo. Den ligger i kommunen Ferizaj. Enligt den senaste folkräkningen år 2011 fanns det 1 427 invånare.

## Demografi
| Demografi | 2011 |
| --------- | ---- |
| albaner   | 1422 |
| bosnier   | 2    |
| okänt     | 3    |